# مزرعه منصورکوه
مزرعه منصورکوه روستایی در دهستان رودبار بخش مرکزی شهرستان دامغان استان سمنان ایران است.

## جمعیت
بر پایه سرشماری عمومی نفوس و مسکن در سال ۱۳۹۵ جمعیت این مکان ۴۶ نفر (۱۷خانوار) بوده‌است.